# Nova Oeiras
Nova Oeiras é um bairro residencial modernista no concelho de Oeiras (distrito de Lisboa), considerado um dos conjuntos mais emblemáticos do urbanismo do século XX em Portugal.
Iniciado na década de 1950, o projeto visa combinar espaços verdes amplos com habitação multifamiliar e unifamiliar. Em 1939 o empresário Arthur Brandão adquiriu as antigas quintas do Marquês de Pombal na zona (Quinta de Cima e Quinta de Baixo), e em 1940 foi criada a Sociedade Nova Oeiras, Lda. para promover o loteamento dos terrenos agrícolas. O plano urbanístico foi elaborado a partir de 1953 e aprovado oficialmente em 1954, sendo desenvolvido ao longo de duas décadas. Entre 1953 e 1974 o projeto foi conduzido pelo arquiteto Luís Cristino da Silva, com o jovem colega Pedro Falcão e Cunha na arquitetura e por Gonçalo Ribeiro Telles na paisagística. O núcleo inicial, incluindo o centro comercial, as primeiras torres e blocos residenciais, ficou concluído em 1961. Em 1962 o plano sofreu revisão para incluir uma mega-torre de 20 pisos (não executada) e ajustes no traçado viário. A partir daí foram instaladas infraestruturas complementares, como o clube de ténis CETO (Clube Escola de Ténis de Oeiras), a igreja de Santo António e o atual Centro de Juventude, mantendo-se os princípios modernistas originais.

## Planeamento urbanístico
O planeamento de Nova Oeiras seguiu os preceitos do urbanismo moderno e da Carta de Atenas, conjugando-os com o ideal da cidade-jardim e da unidade de vizinhança . O conjunto foi concebido para baixa densidade: ao redor de um vasto parque central de cerca de 13 hectares distribuem-se as edificações principais. Seis torres residenciais de dez pisos, implantadas em planta triangular, ocupam o coração do projeto, junto a três blocos de três andares levantados sobre pilotis. No centro situa-se um núcleo cívico-comercial (hoje Átrio Comercial) com lojas ao nível térreo e habitação acima. Fora desse miolo definidor há cerca de 250 moradias unifamiliares com logradouro, distribuídas em arruamentos mais ajardinados na periferia. As vias internas favorecem a circulação pedonal e priorizam o convívio comunitário. Este arranjo procura uma gradação entre a escala de “cidade-jardim” das moradias do entorno e a grande escala das torres centrais , articulando-as numa malha integrada de espaços verdes e vias de lazer.

## Arquitetura e características modernistas
No centro de Nova Oeiras erguem-se as torres residenciais de dez pisos, projetadas por Luís Cristino da Silva e Pedro Falcão e Cunha. A arquitetura dessas edificações é puramente modernista: formas geométricas simples, fachadas lisas e amplas janelas enfatizam o funcionalismo. Em contraste, várias moradias unifamiliares apresentam elementos do estilo “Português Suave” (telhados inclinados, molduras tradicionais), enquanto outras seguem linha contemporânea mais minimalista. O recurso aos pilotis (pilares que erguem o corpo do edifício acima do solo) e a integração harmoniosa com o entorno ajardinado são evidências claras da influência de Le Corbusier e da Carta de Atenas. No geral, a composição arquitetónica de Nova Oeiras alterna tipologias mais tradicionais (nas moradias) com tipologias modernistas (nos blocos e torres), refletindo o período de construção prolongado de 1955 até início dos anos 1970.

## Património e classificação como conjunto de interesse público
Devido ao seu valor arquitetónico e urbanístico, Nova Oeiras é reconhecida em inventários de património moderno. Em 2017 o conjunto foi incorporado no registro do DOCOMOMO Ibérico como obra exemplar de Luís Cristino da Silva e Pedro Falcão e Cunha. Os moradores locais consideram o bairro um “oásis” a preservar para as gerações futuras, defendendo a sua classificação oficial. Embora ainda não exista um decreto de proteção específico, discute-se o interesse em reconhecer Nova Oeiras como Conjunto de Interesse Público, dada a sua importância histórica e arquitetónica. A integração em roteiros culturais e a atenção de entidades patrimoniais refletem o reconhecimento de que o bairro é um património arquitetónico relevante.